# Осичковское сельское поселение
Осичко́вское се́льское посе́ление — муниципальное образование в составе Руднянского района Волгоградской области.
Административный центр — село Осички.

## История
Осичковское сельское поселение образовано 21 декабря 2004 года в соответствии с Законом Волгоградской области № 969-ОД.

## Население
| 2010  | 2012  | 2013  | 2014  | 2015  | 2016  | 2017  |
| ----- | ----- | ----- | ----- | ----- | ----- | ----- |
| 1261  | ↘1226 | ↘1203 | ↘1161 | ↘1154 | ↘1124 | ↘1100 |
| 2018  | 2019  | 2020  | 2021  |       |       |       |
| ↘1083 | ↘1063 | ↘1026 | ↘999  |       |       |       |

## Состав сельского поселения
| № | Населённый пункт | Тип населённого пункта       | Население |
| - | ---------------- | ---------------------------- | --------- |
| 1 | Баранниково      | село                         | 175       |
| 2 | Новокрасино      | село                         | 122       |
| 3 | Осички           | село, административный центр | 555       |
| 4 | Подкуйково       | село                         | 347       |
| 5 | Ягодный          | хутор                        | 62        |